# Die Liebe unseres Lebens
Die Liebe unseres Lebens (Originaltitel: This Love of Ours) ist ein US-amerikanisches Filmdrama von William Dieterle aus dem Jahr 1945. Das mit Merle Oberon, Claude Rains und Charles Korvin besetzte Drama war auf der Oscarverleihung 1946 in der Kategorie „Beste Filmmusik“ für einen Oscar nominiert.
Dem Drehbuch liegt Luigi Pirandellos Geschichte Come prima meglio di prima zugrunde, die 1923 erstmals veröffentlicht wurde.

## Handlung
Der bekannte französische Pathologe Dr. Michel Touzac besucht einen Ärztekongress in Chicago. Als er in sein Haus in Pasadena zurückkommt, stellt er seinen Angestellten die Frau an seiner Seite als Florence vor, die er in Chicago kennengelernt und geheiratet habe. Tatsächlich traf Touzac in einem mit seinen Kollegen besuchten Nachtlokal, in dem der berühmte Karikaturist Joseph Targel auftrat, auf Karin, die Targels Darbietungen auf dem Klavier begleitete. Im ersten Moment hatte er Florence, die er bereits vor zwölf Jahren während seines Medizinstudiums in Paris kennengelernt hatte, gar nicht erkannt. Seinerzeit trat sie unter dem Namen Karin in einer Musikshow auf. Nach ihrem plötzlichen Wiedersehen hatte Florence versucht, sich das Leben zu nehmen und war in einer hochdramatischen Operation von Touzac gerettet worden. Nach dem Selbstmordversuch hatte Touzac Gelegenheit im Tagebuch von Florence zu lesen, aus dem er dann auch entnehmen konnte, wie falsch er lag und wie schwer es für seine Frau war, dass er mit der gemeinsamen Tochter ohne ein weiteres Wort gegangen war und sie trotz ihrer verzweifelten Suche, keine Spur zu ihm und der Tochter finden konnte.
Der Arzt hatte Karin respektive Florence etwa drei Jahre nach der Geburt der gemeinsamen Tochter aufgrund eines Gerüchts, das seine Frau der Untreue bezichtigte, verlassen. Das Kind hatte er mitgenommen. In all den Jahren hatte er jeden Kontakt vermieden, bis er Florence dann in dem Nachtlokal in Chicago wiedergesehen hatte.
Da Suzette von ihrem Vater stets in dem Glauben gelassen wurde, ihre Mutter sei tot, kommt nun eine neue Schwierigkeit auf Florence zu. Suzette sieht die neue Frau an ihres Vaters Seite als Konkurrenz für ihre tote Mutter an, die sie zu einer Art Heiligen hochstilisiert hat. So ist es nicht verwunderlich, dass sie Florence rundweg ablehnt und ihr sogar mit Hass begegnet. Obwohl die Haushälterin, Miss Tucker, sich zurückzieht, um Mutter und Tochter Gelegenheit zu geben, sich besser kennenzulernen, gelingt es Florence nicht, ihrer Tochter näherzukommen.
Ganz unerwartet erscheint Targel auf der Bildfläche, ein treuer Freund und Begleiter von Florence, der einen scharfen Blick hat und sofort erkennt, wie sehr Mutter und Kind unter der derzeitigen Situation leiden. Ihm gelingt das, was Florence vergebens versucht hat, er gewinnt mit seiner unkomplizierten Art und seinem freundlichen Wesen Suzettes Zuneigung. Zudem bewundert sie seine Fähigkeiten im Zeichnen. Während Suzettes Geburtstagsfeier erzählt ein enger Freund Michels Florence, dass sein Freund nie aufgehört habe, sie zu lieben. Suzette wünscht sich von dem Schnellzeichner, dass er ein Porträt ihrer Mutter erstelle. Als sie auf der Zeichnung Florence erkennt, will sie das nicht wahrhaben und droht, ihr Zuhause zu verlassen. Florence will das auf keinen Fall und entscheidet, dass sie selbst gehen werde. Als Suzette hört, dass ihr Vater den Namen Karin ruft, als er Florence von ihrem Entschluss abbringen will, ist ihr Widerstand gebrochen und ihre Lippen formen zum Mal das Wort „Mutter!“

## Produktion

### Produktion, Besetzung
Gedreht wurde in den in Universal City in Kalifornien gelegenen Universal Studios vom 18. Juni bis 25. Juli 1945. Die Arbeitstitel des Films lauteten: At It Was Before und As Before, Better than Before. Die Kostüme lagen in der Hand von Travis Banton und Vera West, als Maskenbildner waren Carmen Dirigo (Haare) und Jack P. Pierce (Make-up) engagiert. Für die Filmbauten zeichneten Oliver Emert und Russell A. Gausman verantwortlich. Dem Film stand ein Budget von etwa 2 Millionen Dollar zur Verfügung.
Laut des Filmmagazins The Hollywood Reporter erwarben die Universal Studios die Rechte an Luigi Pirandellos Stück, um die Hauptrolle mit Charles Boyer zu besetzen. Im April 1944 führte Universal Verhandlungen mit David O. Selznick, um Ingrid Bergman für die geplante Bruce-Manning-Produktion mit Boyer und Bergman auszuleihen. Im Juli 1945 berichtete die New York Times, dass Universal versucht habe, die erworbenen Rechte an dem Roman für 250.000 Dollar an Metro-Goldwyn-Mayer zu verkaufen. Das Geschäft sei jedoch gescheitert, da es Probleme mit den erworbenen Rechten gegeben habe.

### Veröffentlichung
Der Film wurde in den USA erstmals am 31. Oktober 1945 in Loew’s Criterion in New York gezeigt, bevor er dann am 2. November 1945 allgemein in die Kinos kam. Im Jahr 1946 wurde er in Schweden, Finnland und Spanien (Madrid) veröffentlicht, 1947 in Frankreich und Portugal. 1948 war er erstmals in Japan zu sehen, 1950 in der Bundesrepublik Deutschland (Erstaufführung: 21. März 1950, Düsseldorf, Residenz) sowie in Österreich und 1952 in Dänemark. Veröffentlicht wurde er außerdem in Brasilien, Griechenland, Italien und Venezuela.

## Rezeption

### Kritik
Bosley Crowther von der The New York Times meinte sarkastisch, Pirandellos umgearbeitetes Stück zu einem tragisch-romantischen Drama sei so faszinierend, wie ein Klagelied auf einer Beerdigung. Merle Oberon und Charles Korvin bescheinigte Crowther allerdings vorzügliche Leistungen als Schauspieler, wenn man hinnehme, dass ihr Verhalten eher dem Jugendlicher entspreche als erwachsener Menschen. Regisseur Dieterle hingegen stapele methodisch ein Klischee aufs andere, was auch einschließe, dass er eine unheilvolle Atmosphäre signalisieren wolle, indem er die Gardinen in einem bereits verdunkelten Raum plötzlich in Bewegung setze. Das ganze erinnere an Lavendel und alte Spitzentaschentücher. Die Art und Weise, wie die von Sue England kompetent gespielte Susette, die Erinnerung an ihre Mutter pflege, sei eher krankhaft, als ein Ausdruck besonderer Liebe zur Mutter, wie der Film weismachen wolle. Claude Rains als philosophierender Café-Karikaturist sei insgesamt ergötzlich und bringe etliche leichte, amüsante Momente in ein insgesamt hartnäckig tragisches Geschehen.
Variety war der Ansicht, die Originalität der Handlung sei anerkennenswert und Dieterles fachmännische Regie verhindere, dass der Film zu tränenreich werde. Korvin sei genau der Mann, der Herzen berühren könne und Oberon mache ihre Sache gut. Unterstützt werde die hervorragende Besetzung durch Rains und die kleine England, die in ihrer Rolle als sensible Tochter besonders lobend zu erwähnen sei.
Die Bischofskonferenz der Vereinigten Staaten sprach von einem „Schmachtfetzen“, in dem sich die in Rückblenden entfaltende Handlung nicht von der Flachheit der Sentimentalität abzulenken vermöge.

### Auszeichnung
Oscarverleihung 1946: Nominierung für Hans J. Salter in der Kategorie „Beste Filmmusik“ (Drama/Komödie). Der Oscar ging jedoch an Miklós Rózsa und den Hitchcock-Film Ich kämpfe um dich (Spellbound).

### Nachwirkung
Lux Radio Theatre strahlte am 4. Februar 1946 eine angepasste Fassung des Films aus, in der Sue England ihre bereits im Film verkörperte Rolle abermals übernahm, ebenso wie Charles Korvin. Rita Hayworth übernahm die Rolle von Merle Oberon. Am 16. Dezember wurde vom Screen Guild Theatre eine weitere dem Radio angepasste 30-minütige Fassung ausgestrahlt, in der Merle Oberon und wiederum Sue England in ihren ursprünglichen Filmrollen auftraten.
Im Jahr 1956 erfolgte eine Neuverfilmung von Luigi Pirandellos Stück unter dem Originaltitel Never Say Goodbye (deutscher Titel: Nur Du allein) mit Rock Hudson und Cornell Borchers und unter der Regie von Jerry Hopper.